# Kanaal Nieuwpoort-Duinkerke
Kanaal Nieuwpoort-Duinkerke är navigeringskanaler i Belgien. De ligger i den västra delen av landet, 140 km väster om huvudstaden Bryssel.
Trakten runt Kanaal Nieuwpoort-Duinkerke består till största delen av jordbruksmark. Runt Kanaal Nieuwpoort-Duinkerke är det ganska tätbefolkat, med 90 invånare per kvadratkilometer.